# Nyrokoko
 Der er for få eller ingen kildehenvisninger i denne artikel, hvilket er et problem. Du kan hjælpe ved at angive troværdige kilder til de påstande, som fremføres i artiklen.

Nyrokoko var en stilart i perioden fra ca. 1820 til ca. 1900. Den hører til i historicismen, hvor man genbrugte tidligere tiders stilarter, i dette tilfælde 1700-tallets rokoko.
I møbelkunst ser man nyrokokoen i England fra ca. 1820. I det øvrige Europa først fra ca. 1840. Stilen vandt udbredelse både i arkitektur, i tøjmoden og navnlig indenfor boligindretning. Til indretning af dagligstuer var nyrokoko-stilen dominerende frem til år 1900. I Danmark var nyrokoko højeste mode mellem ca. 1850 og 75. Nyrokokoen udviklede sig til den mest selvstændige af historicismens retninger indenfor møbelfremstilling, med et udtryk der klart adskiller sig fra forbilledet, og som tydeligt er under påvirkning af den forudgående senempire/biedermeier.
| Arkitektur | Spire Denne arkitekturartikel er en spire som bør udbygges. Du er velkommen til at hjælpe Wikipedia ved at udvide den. |